# Star Trek: Klasické příběhy 01/2
Star Trek: Klasické příběhy 01/2 je kniha poprvé vydaná v USA roku 1991 pod názvem Star Trek: The Classic Episodes: Volume 1. 

## Úvodem o knihách
V roce 1991, v Česku o osm let později, byly knižně zpracovány přepisy všech epizod televizního seriálu Star Trek, vysílaného v USA v letech 1966-1969. Přepisy byly rozděleny do šesti knih s pojmenováním Star Trek, lišících se vzájemně podtitulem:
- Star Trek: Klasické příběhy 01/1
- Star Trek: Klasické příběhy 01/2
- Star Trek: Klasické příběhy 02/1
- Star Trek: Klasické příběhy 02/2
- Star Trek: Klasické příběhy 03/1
- Star Trek: Klasické příběhy 03/2

## Obsah druhé knihy
Publikace s českým podtitulem Klasické příběhy 01, kniha druhá obsahuje na rozdíl od knihy předchozí (první knihy) pouze příběhy, bez úvodních slov či doslovu. Výjimkou je příběh Zvěřinec, který má samostatný úvod i doslov. To proto, že je s hlavními postavami vymykajícími se zčásti příběhům ostatním (kapitán Christopher Pike místo Kirka), byl opuštěnou variantou příběhů ze světa Star Treku. Jeho první část je napsaná natolik dobře, že získala prestižní cenu Hugo. 
Knihu sestavil James Blish a jeho žena J.A.Lawrencová.

## Vlastní příběhy
Do této knihy je zařazeno 15 příběhů, zpracovaných podle epizod z prvního amerického televizního seriálu Star Trek. Jejich názvy od televizních episod se trochu liší.

### Vojenský soud
V originále Court Martial,scénář napsali D.Monklewitz a S.Carabatsos.
Po úmrtí člena posádky Finneyeho byl kapitán Kirk postaven před soud s obviněním, že za jeho smrt špatným rozhodnutím odpovídá. V průběhu procesu je zjištěno, že smrt byla fingovaná jako pomsta Kirkovi za předchozí nepříznivý posudek.

### Zvěřinec
V originále byl TV díl dvojdílný - The Menagerie I a II, česky Zvěřinec I a II, scénář Gene Roddenberry
Kapitán Pike s výsadkovým týmem z Enterprise se dostává na planetu Talos IV, kde nachází skupinu venkovanů s krásnou dívkou jménem Vina. Brzy však zjistí, že jde o přeludy, je podroben zkoumání mimozemskou mocnou bytostí Soudcem. Vina je ve skutečnosti seschlá stařena původem ze Země a Pike je nakonec propuštěn.

### Dovolená
V originále Shore Leave, scénář od Theodore Sturgeona
Výsadek unavené posádky Enterprise se dostane na neobydlenou planetu v soustavě Omikron Delta, s nádhernou přírodou, kde lze relaxovat a prožít dovolenou. Jsou podrobeni halucinacím i fyzickým střetům s postavami, to vše je produkt Správce planety, který je chce pobavit. Když se vše vyjasní, dovolenou zde posádka opravdu stráví.

### Zeman z Gothosu
V originále The Squire of Gothos, scénář napsal Paul Schneider
Poblíž náhodně objevené planety jsou někteří členové posádky odneseni z Enterprise na její povrch. Ocitnou se v imaginárním sídle postavy, zjevující se jako generál ze Země, zeman z Gothosu. Je schopný vytvářet představy - historické postavy, působit bolest, chce si posádku nechat pro svou zábavu a pozorování. V závěru se objevují hlasy rodičů bytostí neznámé civilizace, které se za rozmary svého "dítěte" Kirkovi omluví a pustí je. 

### Aréna
V originále Arena, scénář napsal Gene Coon na námět od Fredricka Browna 
Enterprise je přivolána úskokem na pozemskou základnu Cesta III, personál 512 lidí nachází mrtvý a stanici zničenou. Útoku ničitelů se však Kirk a spol ubrání a vydají se je sledovat. Pak jsou náhle obě lodě třetí silou zastaveny, Kirk i velitel ničitelů ze svých lodí odneseni na blízkou pustou planetu a na pokyn oné třetí síly se pustí do souboje mezi sebou. Kirk zvítězil, nepřátelského kapitána odmítl dobít, načež jsou obě lodě propuštěny s nadějí, že se všichni časem doberou k spolupráci místo válčení.

### Alternativní faktor
V originále The Alternative Factor, scénář napsal Don Ingalls.
Enterprise je podrobena útoku neznámé síly, která mění i fyzikální vlastnosti vesmíru. Na blízké planetě pak nachází osobu
jménem Lazar, která chce zničit svého protivníka, údajného ničitele vesmíru. Nakonec se zjistí, že obě postavy jsou protivníci paralelních vesmírů schopné používat antihmotu, jednu ze sil se podaří zlikvidovat a vesmír vč.Země a Enterprise zachránit. 

### Zítra je včera
V originále Tomorrow Is Yesterday. scénář od D.Fontana.
Díky působení černé díry se změní čas a na loď se dostává pilot letadla Christopher z roku 1970. Seznamuje se s lodí a posádkou, ovšem je třeba jej vrátit zpět do jeho doby, aby nedošlo k časovým paradoxům ve vývoji Země. Přitom musí na vše viděné zapomenout. Což se zdaří s pomocí mj. vysoké nadsvětelné rychlosti

### Návrat Archonců
V originále The Return of the Archons, scénář napsal B.Solebman.
Výsadek z Enterprise na planetu je napaden příznivci tajemné bytosti Landru. Ta ovládla již předtím téměř všechny obyvatele planety a udělala z nich zmanipulované, božstvu zaslíbené osoby. Kirk s posádkou nakonec zjistí, že Landru je počítačem vytvořený přelud, planeta je výkonnému a přece nedokonalému počítači podřízena tisíce let. Počítač hypnoticky ovládne i několik členů Enterprise, pak se jej podaří vhodnými příkazy zničit, obyvatelstvo se může dál vyvíjet svobodně. 

### Chuť Armageddonu
Originální název je A Taste of Armageddon, scénář napsali R.Hammer a Gene Coon.
Ve snaze získat partnery pro Hvězdnou federaci se výsadek vedený Kirkem a Spockem přenese na zdánlivě prospívající planetu Emintar VII. Nejsou vítáni a jsou svědky zvláštní bitvy vedení planety s jinou ve stejné hvězdné soustavě, který se odehrává jen na počítačích. Podle výsledku bitvy se příslušný počet (miliony ročně) obyvatel dobrovolně nechá utratit. Kirk tuto válku dlouhou 500 roků zarazí zničením válečných počítačů a iniciováním dohody o míru mezi oběma planetami.

### Vesmírná setba
V originále Space seed, scénář napsali Gene Coon a Carey Wilbur
Enterprise potká ve vesmíru starou pozemskou kosmickou loď s hibernovanou posádkou. Jsou to potomci ambiciozních vědců, které vede Kahn, kteří chtěli ovládnout Zemi a když se jim to ani válkou na konci 20. století nezdařilo, odletěli si tito "arijští nadlidé" hledat si jinou planetu. Podaří se jim po oživení na chvíli ovládnout Enterprise (byli velmi schopní), pak byli přemoženi a vysazeni na prázdnou planetu. Kirk s Enterprise odlétá, ovšem v obavě z budoucnosti při vědomí schopností Kahna a spol.

### Tato strana ráje
V originále This Side of Paradise, scénář napsali N.Butler a D.Fontana.
Enterprise nachází osadníky ze Země na planetě Omicron Ceti III, kteří měli být dávno mrtví. Lidé zde nalezení však překypují zdravím, věnují se zemědělství. Kirk zjišťuje napadení osadníků a později i své posádky účinky jedné z rostlin. Pod jejím vlivem posádka lodě odchází na planetu štěstí. Až poslední Kirk přijde na způsob, jak se účinků drogy zbavit, svou posádku i osadníky pak z planety odveze.

### Hrozba z temnoty
V originále The Devil in the Dark, scénář je od Gene Coona.
Planetu Janus používá mnoho let Země jako zdroj vzácných surovin. Ovšem náhle v dolech hynou lidé, je ničena technika. Přivolaní Kirk s posádkou zjišťují, že v podzemí existuje tvor na bázi silikonu a že jsou zde jeho vejce ničená neúmyslně horníky, proto útočí. Podaří se jim kontakt, ukončení střetů a dokonce jej získat pro opatrnou těžbu nerostů.

### Záchranné poslání
Po vítězném souboji s klingonskou lodí Enterprise přistává na planetě Organie, aby přesvědčila vedení planety ke spolupráci proti nepřátelským Klingonům. Vzápětí poté Klingoni planetu obsazují, ovšem planeta disponuje možností eliminovat veškeré válečné prostředky obou znepřátelených stran (při použití na Zemi i poblíž planety se rozžhaví). Klingoni i Pozemšťané pak odlétají bez bitvy a s perspektivou uzavření míru a bez jednostranného spojence na Organii.

### Město na pokraji věčnosti
Originální název The City on the Edge of Forever, autorem scénáře je H.Ellison.
Kirk se Spockem pronásledují nemocného doktora McCoye přes časovou bránu (Strážce věčnosti) na Zem, do roku 1935. Zbaveni techniky nachází útočiště u Edith Keelerové, pracují za malou mzdu, aby sestrojili v utajení počítač. Zjišťují, že v jedné alternativě žena jim poskytující azyl a kterou si Kirk stačil zamilovat, musí zemřít, protože jinak by byla budoucnost jiná, nacisté by vyhráli válku. Najdou McCoye a smutně sledují, jak Edith umírá při autonehodě a tím zachrání existenci Enterprise.

### Operace Anihilovat!
Originální název Operation - Anihilate!, scénář je od S.Carabatsose.
Kolonisté postupně na řadě planet zešíleli a navzájem se povraždili. Síla působící takovou destrukcí napadne i posádku Enterprise. Nakonec zjišťují, že nákaza je roznášena parazitními buňkami z planety u Orionu, kterou musí totálně zlikvidovat.

## České vydání knihy
V roce 1998 knihu vydalo nakladatelství Netopejr (Karel Petřík) jako svou 25 publikaci. Následně byl proveden dotisk obou dílů (knih) (1200 výtisků). Brožovaná kniha má 384 stran a je opatřena barevnou obálkou (téměř stejná pro všech šest knih, liší se jen barva), stála 169 Kč. Překlady do češtiny udělali Kateřina Hámová, Zuzana Hanešková, Věra Ježková, Jan Pavlík, Hana Vlčínská.  